# Nedre Loktjärnen
Nedre Loktjärnen är en sjö i Mora kommun i Dalarna och ingår i Dalälvens huvudavrinningsområde.